# Re prigioniero
Il re prigioniero è uno schizzo di Joseph Wright of Derby completato nel 1772 o 1773. Lo schizzo si ritiene sia servito nella fase di preparazione di un dipinto ora perduto sul crociato francese “Guido di Lusignano in carcere”.

## Descrizione
Lo schizzo è stato intitolato “Il re prigioniero” e mostra il nobile francese Guy de Lusignano tenuto prigioniero da Saladino. Lusignano aveva combattuto contro il Saladino il 4 luglio 1187 ed era stato fatto prigioniero in seguito alla sconfitta del suo esercito; si dice che le reliquie della Vera Croce siano state perse durante questa battaglia . Lusignano, venuti dalla zona vicino a Poitiers, in Francia, era diventato re di Gerusalemme in seguito al matrimonio. Alla fine Lusignano venne rilasciato da Saladino e continuò a governare Cipro. Lo schizzo di Joseph Wright contiene annotazioni dal suo amico Peter Perez Burdett : Wright aveva preso lezioni da Burdett in prospettiva e lo consultava sulla costruzione dei suoi quadri.

## Storia
Lo schizzo è uno degli almeno tre che Wright preparò prima di dipingere due quadri simili riguardanti il crociato catturato. I bozzetti sono stati inviati a Peter Perez Burdett a Liverpool per avere una sua opinione durante l'inverno del 1772-1773 prima che Wright creasse il più piccolo dei dipinti, che venne esposto alla Society of Artists nel 1773 assieme ad una versione del La bottega del fabbro. Wright aveva sperato di vendere una versione del dipinto al margravio Carlo Federico di Baden nel 1774. Il sovrano avrebbe poi assunto Burdett quando questi si trasferì in Germania per evitare i suoi debiti – incluse somme che doveva a Wright. Una versione più grande del dipinto, che era di 40 pollici per 50 fu poi in possesso del genero di Wright e venne venduta nel 1810. Nel 1774 e nel 1778 Wright dipinse un analogo soggetto con un uomo abbandonato in prigione, ma i dipinti riguardavano un brano tratto da un romanzo contemporaneo. L'ultimo di questi fu Il prigioniero in mostra nel 1778.